# Rychlobruslení na Zimních olympijských hrách 2022 – 5000 metrů muži
Závod na 5000 metrů mužů na Zimních olympijských hrách 2022 se konal v hale National Speed Skating Oval v Pekingu dne 6. února 2022.
Závod vyhrál v olympijském rekordu a rekordu dráhy Švéd Nils van der Poel, druhý skončil Nizozemec Patrick Roest a třetí Nor Hallgeir Engebråten. Češi v závodě nestartovali.

## Rekordy
Před závodem měly rekordy následující hodnoty:
| Světový rekord    | Nils van der Poel  | 6:01,56 | Utah Olympic Oval, Salt Lake City | 3. prosince 2021 |
| Olympijský rekord | Sven Kramer        | 6:09,76 | Gangneung Oval, Pchjongčchang     | 11. února 2018   |
| Rekord dráhy      | Hanahati Muhamaiti | 6:37,80 |                                   | 7. dubna 2021    |

## Výsledky
| Pořadí           | Dvojice | Dráha | Jméno               | Země                   | Čas          | Ztráta |
| ---------------- | ------- | ----- | ------------------- | ---------------------- | ------------ | ------ |
| Zlatá medaile    | 10      | I     | Nils van der Poel   | Švédsko                | 6:08,84 (OR) | 0,00   |
| Stříbrná medaile | 5       | O     | Patrick Roest       | Nizozemsko             | 6:09,31      | +0,47  |
| Bronzová medaile | 3       | O     | Hallgeir Engebråten | Norsko                 | 6:09,88      | +1,04  |
| 4.               | 3       | I     | Sergej Trofimov     | Sportovci ROV          | 6:10,27      | +1,43  |
| 5.               | 6       | I     | Jorrit Bergsma      | Nizozemsko             | 6:13,18      | +4,34  |
| 6.               | 8       | I     | Alexandr Rumjancev  | Sportovci ROV          | 6:15,02      | +6,18  |
| 7.               | 10      | O     | Bart Swings         | Belgie                 | 6:16,90      | +8,06  |
| 8.               | 8       | O     | Davide Ghiotto      | Itálie                 | 6:16,92      | +8,08  |
| 9.               | 1       | I     | Sven Kramer         | Nizozemsko             | 6:17,04      | +8,20  |
| 10.              | 9       | O     | Ted-Jan Bloemen     | Kanada                 | 6:19,11      | +10,27 |
| 11.              | 7       | I     | Patrick Beckert     | Německo                | 6:19,58      | +10,74 |
| 12.              | 6       | O     | Seitaró Ičinohe     | Japonsko               | 6:19,81      | +10,97 |
| 13.              | 2       | O     | Felix Rijhnen       | Německo                | 6:19,86      | +11,02 |
| 14.              | 9       | I     | Ruslan Zacharov     | Sportovci ROV          | 6:21,00      | +12,16 |
| 15.              | 7       | O     | Michele Malfatti    | Itálie                 | 6:21,47      | +12,63 |
| 16.              | 2       | I     | Emery Lehman        | Spojené státy americké | 6:21,80      | +12,96 |
| 17.              | 4       | O     | Ethan Cepuran       | Spojené státy americké | 6:25,97      | +17,13 |
| 18.              | 4       | I     | Livio Wenger        | Švýcarsko              | 6:27,01      | +18,17 |
| 19.              | 1       | O     | Viktor Hald Thorup  | Norsko                 | 6:28,87      | +20,03 |
| 20.              | 5       | I     | Andrea Giovannini   | Itálie                 | 6:30,11      | +21,27 |

### Mezičasy medailistů
| Jméno               | Země       | 200 m         | 600 m         | 1000 m          | 1400 m          | 1800 m          | 2200 m          | 2600 m          | 3000 m          | 3400 m          | 3800 m          | 4200 m          | 4600 m          | Cíl             |
| ------------------- | ---------- | ------------- | ------------- | --------------- | --------------- | --------------- | --------------- | --------------- | --------------- | --------------- | --------------- | --------------- | --------------- | --------------- |
| Nils van der Poel   | Švédsko    | 19,61 (+0,75) | 48,71 (+1,42) | 1:17,72 (+1,28) | 1:46,98 (+1,42) | 2:15,94 (+1,44) | 2:44,94 (+1,51) | 3:13,94 (+1,52) | 3:43,27 (+1,74) | 4:12,56 (+1,85) | 4:41,88 (+2,04) | 5:10,86 (+1,69) | 5:39,87 (+0,99) | 6:08,84 (0,00)  |
| Patrick Roest       | Nizozemsko | 18,86 (0,00)  | 47,29 (0,00)  | 1:16,44 (0,00)  | 1:45,56 (0,00)  | 2:14,50 (0,00)  | 2:43,43 (0,00)  | 3:12,42 (0,00)  | 3:41,53 (0,00)  | 4:10,71 (0,00)  | 4:39,84 (0,00)  | 5:09,17 (0,00)  | 5:38,88 (0,00)  | 6:09,31 (+0,47) |
| Hallgeir Engebråten | Norsko     | 19,09 (+0,23) | 48,16 (+0,87) | 1:17,22 (+0,78) | 1:46,37 (+0,81) | 2:15,76 (+1,26) | 2:44,86 (+1,43) | 3:14,04 (+1,62) | 3:42,93 (+1,40) | 4:12,20 (+1,49) | 4:41,45 (+1,61) | 5:10,78 (+1,61) | 5:40,21 (+1,33) | 6:09,88 (+1,04) |